# Олимпијско село у Берлину
Олимпијско село у Берлину је коришћено за смештај спортиста са Љетњих олимпијских игара 1936. године.

## Историјат

### Љетње олимпијске игре 1936. године
Организатори Љетњих олимпијских игара. године жељели су да изграде олимпијско село, али нису имали средстава за пројекат. Прво су се обратили граду Берлину да предложе изградњу новог округа, али рјешење није дошло. Војска је првобитно пристала да позајми касарне на војном месту Добериц, четрнаест километара од Олимпијског парка. Министарство одбране је коначно одлучило да изгради ново село на нетакнутој војној земљи на локалитету Далгов-Дебериц.

## О Олимпијском селу
Организатори Љетњих олимпијских игара 1936. године жељели су да изграде олимпијско село, али нису имали средстава за пројекат. Прво су се обратили граду Берлину да предложе изградњу новог округа, али рјешење није дошло. Војска је првобитно пристала да позајми касарне на војном месту Добериц, четрнаест километара од Олимпијског парка. Министарство одбране је коначно одлучило да изгради ново село на нетакнутој војној земљи на локацији Далгов-Дебериц 14.
Главно олимпијско село је коначно изграђено у Вустермарку, западно од Берлина. Изградња се одвијала између 1934. и 1936. године и било је то прво олимпијско село које је трајно изграђено са намјером да буде трајно. Друга, мања олимпијска села изграђена су на другим локацијама. У Килу, четири смјештајне локације служе за смјештај око 250 спортиста за једриличарске догађаје, а 685 људи који учествују у веслачким и кануистичким дисциплинама, са јединим изузетком Берлинског веслачког клуба, живи у Берлин-Гринау у замку Берлин-Копеник и полицијској академији и у хангарима локалног веслачког клуба.
Мјесто може да прими 4.600 људи на површини од 55 хектара, од чега је око 10% изграђено. Има 140 једноспратних павиљона, од којих сваки има осам до дванаест соба, као и војну касарну. Сваки павиљон је назван по неком њемачком граду, а украшавају га немачки студенти умјетности20. Забава се нуди сваке вечери током Игара, укључујући дневне концерте, наступе међународних плесних трупа и концерт уз бакље Берлинске филхармоније. У селу се дистрибуирају новине Der Dorfbote.
Олимпијско село има четрдесет трпезарија, свака резервисана за националну делегацију, са изузетком хаићанског спортисте који долази сам и дијели своје оброке са бразилским тимом. Ове трпезарије су груписане у великој згради која се зове Speisesaal der Nationen („Ресторан нација“).
Фебруара 1936. године број спортиста био је много већи од очекиваног. Низ војних зграда је позајмљен организаторима за смјештај хиљаду додатних људи. Лени Рифенштал је била једна од ријетких жена којима је било дозвољено да посјете олимпијско село и тамо је снимала сцене за филм Богови стадиона.
Жене су смјештене у студентским домовима у олимпијском парку, одмах поред стадиона.
Први тимови су стигли 20. јуна 1936. а последњи тимови су отишли 20. августа исте године. Спортисти су превезени аутобусом.

## Наслијеђе
Послије Олимпијских игара, Олимпијско село је користила њемачка војска од 1936. до 1945. године, прво као центар за обуку, а затим као теренску болницу. Служио је као склониште за њемачке избеглице после рата, а затим га је совјетска војска користила од 1947. до 1991. године, посебно као центар за мучење, рушивши бројне павиљоне да би рециклирала грађевински материјал. Година 2010-их остао је само 21 павиљон. Послије 1992. године, неколико пројеката је имало за циљ да га реновирају и преуреде у хотел, болницу, центар за спортску обуку или чак конференцијски центар, али се од свих ових пројеката одустало због превисоке цијене. Године 1993. мјесто је постало историјски споменик, а 2004. године поново је отворено као музеј.
Општина Вустермарк је 2016. године саопштила да жели да га преуреди у хиљаду станова, поштујући притом његов статус историјског споменика.

## Галерија
- Зграда у Олимпијском селу са Љетњих олимпијских игара 1936. у Берлину.
- Блок станова у Олимпијском селу, фотографисано 2008. године
- Винтаге фотографија зграде у Олимпијском селу.
- Трпезарија Ресторан нација, фотографисан 2012. године
- Павиљон који је угостио Џесија Овенса, заједно са таблом са објашњењима, фотографисано 2009. године
- Базен Олимпијског села, фотографисано 2013. године
- „Кућа народа“
- сала за пливање
- Домови спортиста „Dessau“, „Dresden“, „Schandau“, „Zittau“
- Спортска хала у Олимпијском селу, поглед споља
- Спортска хала у Олимпијском селу, поглед на унутрашњост
- Спортска стаза